# Enneüs-Heerma-Brücke
Die Enneüs-Heerma-Brücke (niederländisch Enneüs Heermabrug, englisch Enneüs Heerma Bridge) ist eine Straßenbrücke im Stadtbezirk Amsterdam-Oost der niederländischen Hauptstadt Amsterdam.

## Lage
Sie führt die IJburglaan (Stadsroute s114) über den Fluss IJ und verbindet die Inseln Zeeburgereiland und Steigereiland im Stadtteil Zeeburg. Über die Anschlussstelle Amsterdam-Zeeburg 14 ist sie direkt mit der A10, der Ringautobahn um Amsterdam verbunden.

## Name
Nach der Amsterdamer Nummerierung trägt die Brücke die Zahl 2001. Sie ist nach dem Politiker Enneüs Heerma benannt, einem Politiker der CDA, der 1999 an Lungenkrebs verstorben ist.
Darüber hinaus wurden der Brücke im Laufe der Jahre mehrere Spitznamen verliehen: Beha (deutsch „BH“), Cup IJ (deutsch „Körbchen IJ“) und Pam An.

## Beschreibung
Die 250 m lange Enneüs-Heerma-Brücke hat zwei getrennte, etwa 15 m breite Fahrbahnträger. Auf dem nördlichen Fahrbahnträger ist die IJburglaan angelegt, die dort nur zwei Fahrstreifen für Autos hat, dafür aber durch einen ebenfalls zweispurigen Fahrweg für Fahrräder und Kleinkrafträder und einen Gehweg begleitet wird. Auf dem in etwa 4 m Abstand angeordneten südlichen Fahrbahnträger verlaufen die beiden Gleise der Trambahnlinie 26 IJtram. Neben ihr befindet sich ein Gehweg, der aber an den beiden Enden der Brücke im Grasland endet.
Die Tragkonstruktion der Brücke besteht aus einer vertikalen mittleren und zwei zu ihr geneigten, geringfügig niedrigeren äußeren Folge von weißen Stahlbögen. In der Seitenansicht bilden sie eine Wellenbewegung aus zwei großen Bögen, die durch ein kleines Wellental verbunden sind. Konstruktiv handelt es sich um zwei 75 m lange Stabbogenbrücken, die durch eine 30 m lange Fischbauchträgerbrücke verbunden sind. Beiderseits der zwei Fahrbahnträger angeordnete Stahlträger bilden die Gurte, die die Zugkräfte der beiden großen Bögen und die Druckkräfte der Fischbauchträger aufnehmen. Die Fahrbahnträger sind davon unabhängig, sie hängen an den Hängern der Bögen und sind auf den Fischbauchträgern aufgeständert. Außerhalb der großen Bögen stellen kurze, aufgeständerte Balkenbrücken die Verbindung mit dem Land her.

## Geschichte
Die Brücke wurde nach den Plänen des britischen Architekten Nicholas Grimshaw entworfen. Im Jahre 2000 wurde ihr Bau beauftragt, sodass ihre Eröffnung im Folgejahr stattfinden konnte. Sie wurde im Jahre 2002 mit dem Nationale Staalprijs in der Kategorie Infrastructuur en overige staalconstructies ausgezeichnet.

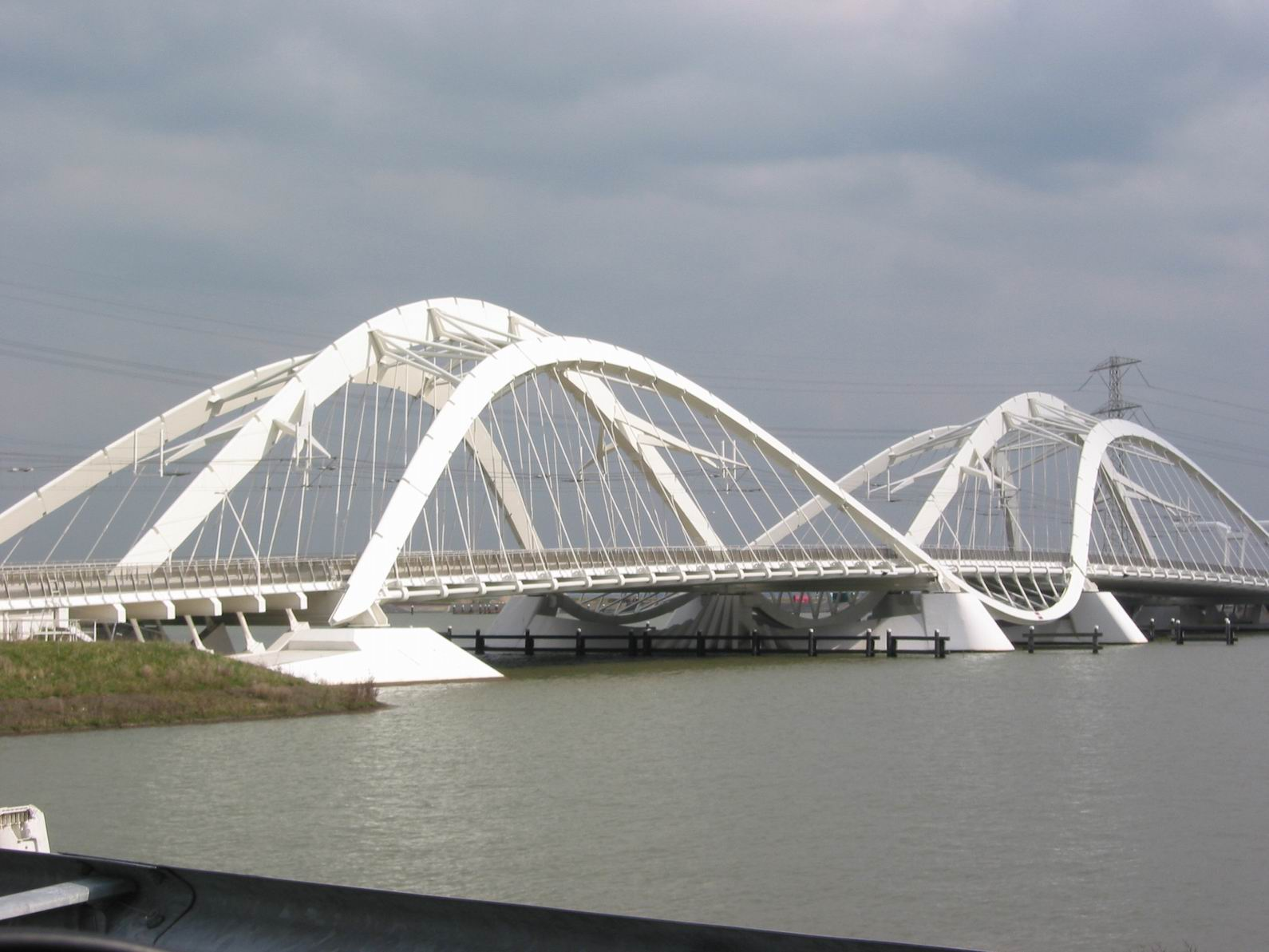
Enneüs-Heerma-Brücke
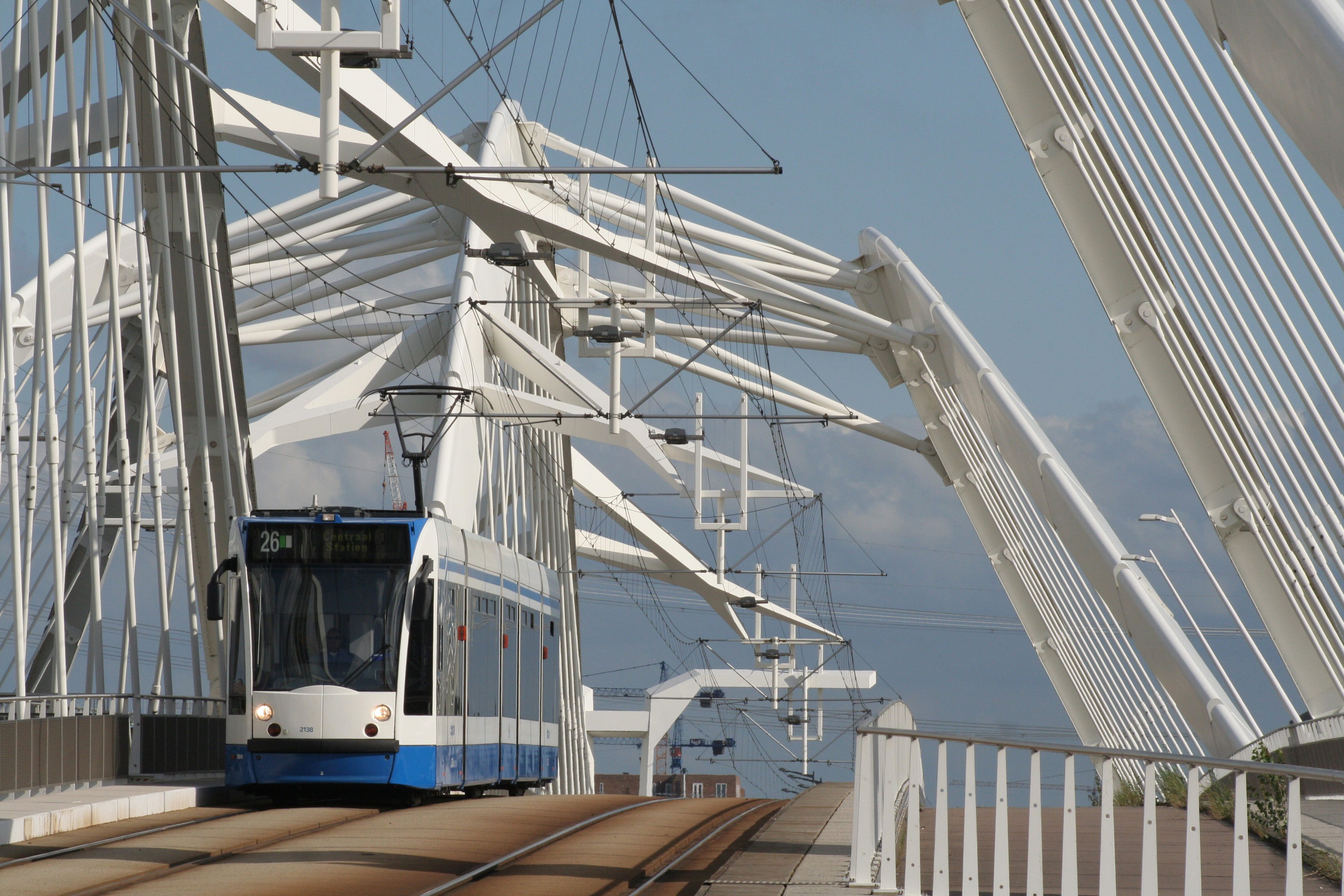
Straßenbahn auf der Brücke
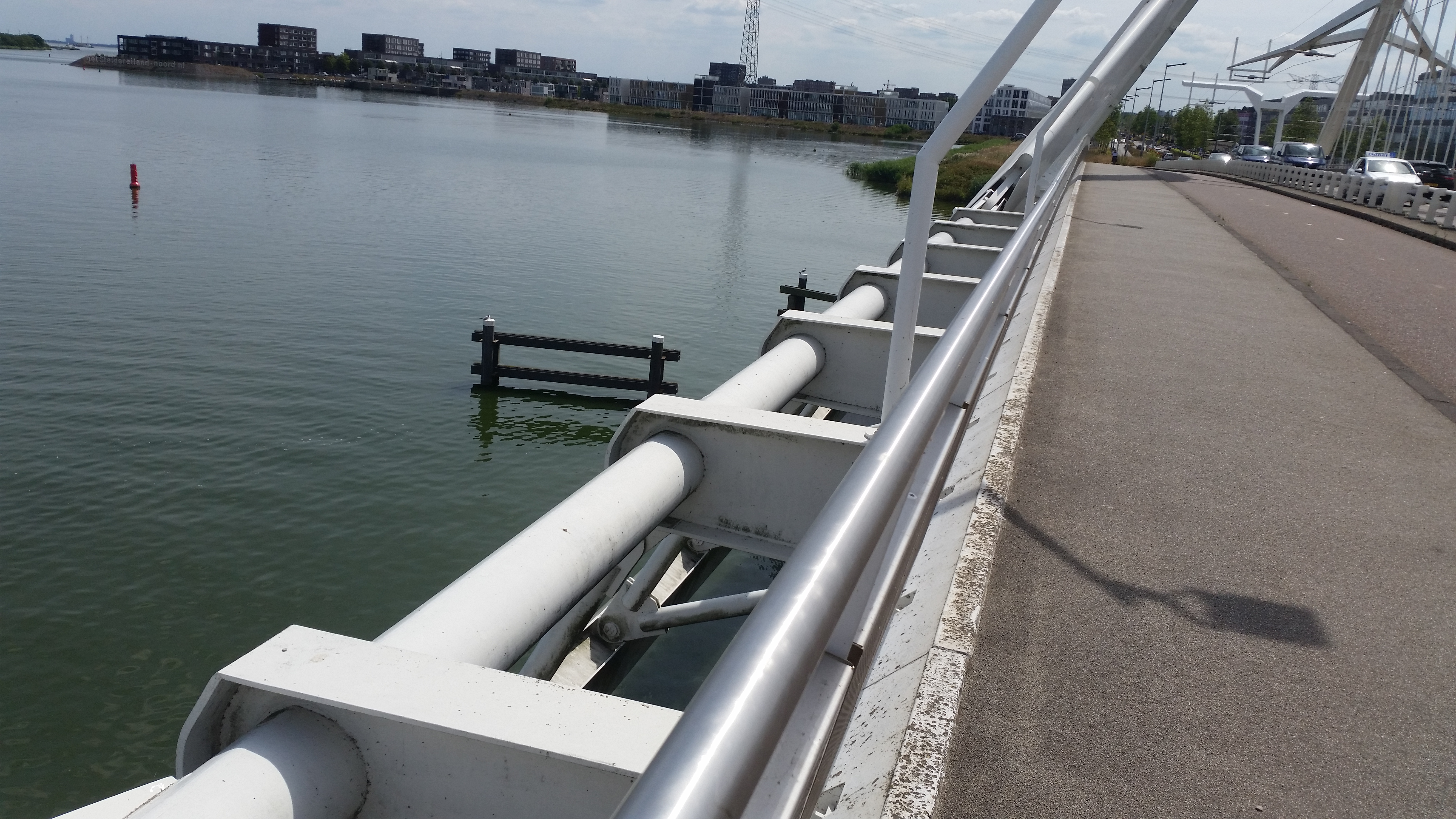
Detail der Tragkonstruktion